# Rocky (jogo eletrônico de 1987)
Rocky é um jogo eletrônico de boxe que se baseia na série de filmes Rocky, sendo o primeiro jogo a ser lançado pela série. O jogador deve treinar Rocky Balboa antes de cada luta para melhorar suas habilidades.
A capa do jogo possui uma foto de Rocky durante os eventos do filme Rocky IV, apesar de seu sprite no jogo ter a sua aparência durante Rocky II.

## Jogabilidade
Os oponentes, em ordem, são Apollo Creed, Clubber Lang e Ivan Drago.
O treinador de Rocky, Mickey, dublado por Burgess Meredith, também participa do jogo, e apesar de sua morte em Rocky III antes da primeira luta entre o protagonista e Clubber Lang, ele aparece no canto do ringue em ambas as lutas contra Clubber Lang e Ivan Drago.
As lutas consistem de 15 rounds, com um nível de dificuldade aumentando a cada oponente, requerindo diferentes estratégias de luta para derrotá-los.
O jogo também possui um modo de dois jogadores, no qual o segundo jogador escolhe um dos três oponentes acima citados, enquanto o primeiro jogador sempre controla Rocky.